# Van Buren, Missouri
Van Buren är administrativ huvudort i Carter County i Missouri. Orten fick sitt namn efter politikern Martin Van Buren redan innan han blev USA:s president.